# Jean Cocteau
Jean Maurice Eugène Clément Cocteau (Maisons-Laffitte, 5 luglio 1889 – Milly-la-Forêt, 11 ottobre 1963) è stato un poeta, saggista, drammaturgo, sceneggiatore, disegnatore, scrittore, librettista, regista e attore francese.
La versatilità, l'originalità e l'enorme capacità espressiva gli valsero il plauso internazionale. Cocteau è soprattutto conosciuto per il romanzo I ragazzi terribili (1929), l'opera teatrale La voce umana (1930) e il film La bella e la bestia (1946).

## Biografia

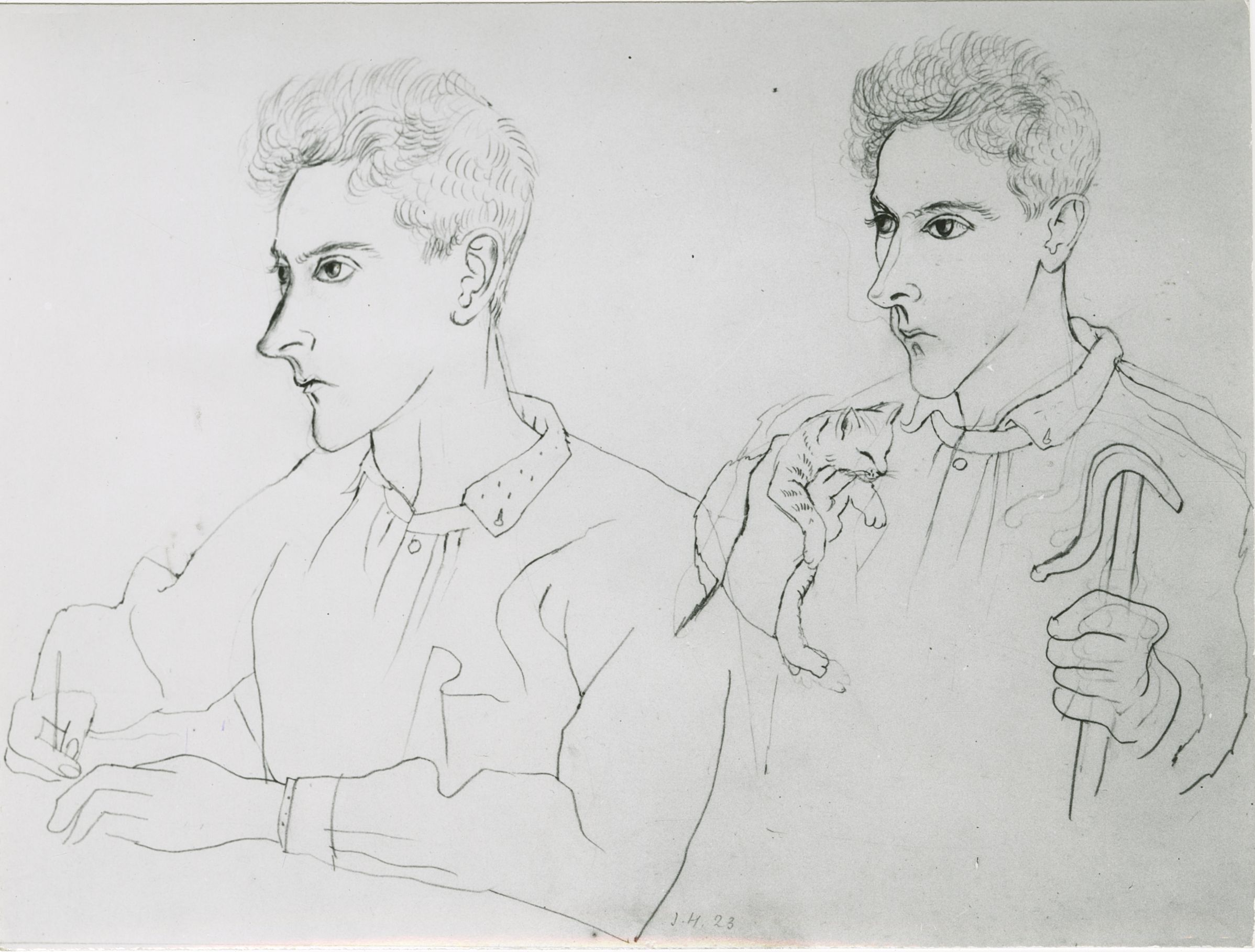
Duplice autoritratto giovanile a matita

Jean Cocteau nasce il 5 luglio 1889 a Maisons-Laffitte, cittadina a pochi chilometri da Parigi, da Eugénie Lecomte e Georges Cocteau, già genitori di Marthe (1877-1958) e Paul (1881-1961). Il padre, depresso e senza lavoro, si suicida nel 1898. D'estate, fino all'adolescenza, risiede spesso nel paese natale, presso i nonni materni, che hanno anche un "hôtel particulier" a Parigi, in rue La Bruyère 45, oppure va dagli altri nonni, a Vierzy. Dopo la morte del padre vive per qualche mese in Svizzera.
Ha una governante tedesca, Joséphine Ebel, da lui detta "Jéphine". Disegna molto, soprattutto fa caricature. Frequenta il Liceo Condorcet di Parigi fino all'età di 15 anni allorché decide di studiare privatamente, non essendo interessato agli studi ufficiali; ciononostante, dopo aver tentato invano di conseguire la maturità al liceo Fénelon, nel 1907 interromperà ogni studio. In questo periodo prende a frequentare i salotti degli amici Lucien Daudet, Reynaldo Hahn, Catulle Mendès e Maurice Rostand, pubblicando nel 1909 il suo primo libro di poesie La lampada di Aladino e fondando una rivista, "Schéhérazade", che non dura a lungo. Abita con la madre in rue d'Anjou, 10.
Si appassiona quindi al mondo della musica, frequentando il balletto, e ha occasione di assistere al primo spettacolo in assoluto dei Balletti russi di Sergej Djagilev, Pavillon d'Armide. Conosce di persona Djagilev, che gli commissiona il soggetto di Le Dieu bleu, balletto su musica di Reynaldo Hahn, presentato al Théâtre du Châtelet nel 1912.
Pubblica intanto altre due raccolte di poesie e compie un viaggio in Algeria (12 marzo - 8 aprile 1912). Nel 1913 resta colpito dalla prima della La sagra della primavera di Stravinskij, nonostante l'opera abbia generato un putiferio e abbia diviso ferocemente pubblico e critica (Cocteau la prende a modello di quel che per lui è l'arte moderna).

### La fama
I suoi scritti non passano inosservati, tanto che il 20 giugno 1912 Marcel Proust gli scrive: 
In questi anni alloggia all'Hôtel Biron, lo stesso nel quale risiedono Rainer Maria Rilke e Auguste Rodin. Lo scoppio della prima guerra mondiale è per lui motivo di grande emozione: dapprima si getta nella mischia e lavora come infermiere d'ambulanza sul fronte delle Fiandre, in seguito tiene posizioni più caute e continua l'attività intellettuale nei locali alla moda di Parigi. A Montmartre stringe amicizia con Guillaume Apollinaire, Roland Garros, Max Jacob, Pablo Picasso (con il quale si reca a Roma nel febbraio 1917), Blaise Cendrars, Erik Satie e Amedeo Modigliani (che lo ritrarrà in un famoso dipinto).
A dispetto dei suoi risultati in tutti i campi artistici e letterari, Cocteau insiste di essere un poeta e che tutti i suoi lavori sono espressioni poetiche. Come intellettuale controcorrente e di carattere esuberante, ha grande influenza sui lavori di altri artisti, ad esempio il circolo musicale di Montparnasse, conosciuto come "Gruppo dei Sei". Ne scrive il manifesto intitolandolo Le Coq et l'Arlequin, edito per Les Éditions de la Sirène, casa editrice fondata da Cocteau e da Blaise Cendrars, che dal 1917 pubblica volumi illustrati da Marie Laurencin, André Lhote, Picasso e Raoul Dufy.

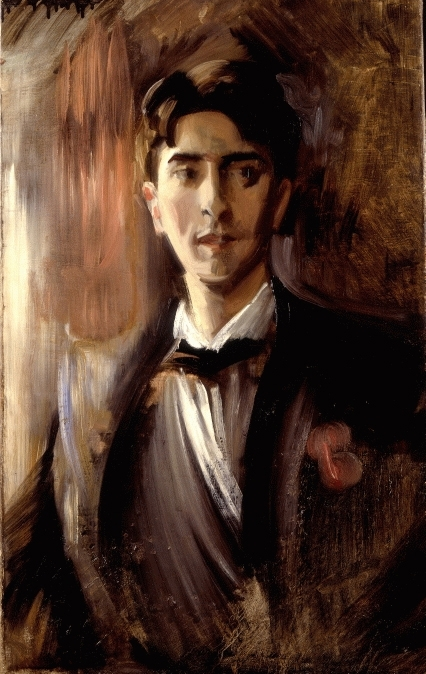
Jean Cocteau a circa 20 anni in un ritratto di Federico de Madrazo de Ocha

Nel soleggiato pomeriggio del 12 agosto 1916 Picasso, la modella Pâquerette, sua nuova compagna, Max Jacob, Manuel Ortiz de Zárate, Marie Vassilieff, Henri-Pierre Roché, Moïse Kisling, Amedeo Modigliani e il critico André Salmon sono seduti di fronte al caffè La Rotonde in Montparnasse. Il loro amico Cocteau immortala il gruppo in una serie di 21 fotografie.

Collabora al libro collettivo Anthologie Dada e frequenta Philippe Soupault; tuttavia, malgrado il termine surrealismo sia stato coniato da Guillaume Apollinaire (morto lo stesso anno) per descrivere la collaborazione a Parade (1918) di Cocteau, Erik Satie, Pablo Picasso e Léonide Massine, l'autoproclamatosi leader surrealista André Breton dichiara che Cocteau è un 
(André Breton, 1953)
Nello stesso anno conosce Raymond Radiguet; con lui instaura un rapporto sentimentale che durerà fino alla morte di Radiguet, avvenuta 5 anni dopo.
Nel 1919 pubblica Le Cap de Bonne-Espérance, che aveva letto la prima volta il 15 giugno 1917 a casa di Paul Morand, l'encomio Ode à Picasso e il romanzo Le Potomak; nel 1920 e nel 1921 collabora con gli artisti del Gruppo dei Sei scrivendo il soggetto di Le Bœuf sur le toit, di cui cura la regia al Théâtre des Champs-Élysées, e di Les Mariés de la Tour Eiffel (poco prima Le Gendarme incompris e poco dopo Le Secret professionel danno il senso della continuità e dell'entusiasmo con cui lavorava a diversi progetti). Insieme a Radiguet fonda la rivista Le Coq, che uscirà appena 4 volte, e trascorre le vacanze estive del 1922 nel sud della Francia, dove scriverà Thomas l'imposteur.

### La dipendenza dall'oppio
Il 12 dicembre 1923 Raymond Radiguet, appena ventenne, muore di febbre tifoidea. Cocteau si consola cominciando a far uso di oppio e dedicandosi alla ricerca religiosa. Collabora alla rivista cattolica Roseau d'or, disegna la serie Maison de santé, tiene un carteggio con il teologo Jacques Maritain, durato fino al 1925, anno della rottura, in cui scrive la Lettre à Jacques Maritain (da leggersi con la Réponse à Jean Cocteau di Maritain) nella quale racconta il modo di intendere l'origine divina di arte e poesia.
Nel 1923-1925 e nel 1928-1929 entra in clinica per disintossicarsi, riuscendoci in parte. Lì concepisce quello che è ritenuto il suo maggior successo, il romanzo breve I ragazzi terribili (1929). Nel 1926 soggiorna a Villefranche-sur-Mer e Nizza, difende una contestata mostra di Giorgio de Chirico (con lo scritto Le Mystère laïc, poi in Essai de critique indirecte) e va in scena nell'atelier di Isadora Duncan con il suo Orphée, ripreso l'anno successivo. Del 1927 è la sua collaborazione con Igor' Fëdorovič Stravinskij per l'opera Oedipus Rex e con Arthur Honegger per Antigone, entrambi da Sofocle.

### Gli anni '30
Negli anni trenta Cocteau ha una relazione con la principessa Natalia Pavlovna Paley, sorella del gran duca Romanov, attrice, modella, ex moglie del sarto Lucien Lelong. Con gran dolore di Cocteau ed eterno rammarico di Natalia, essa, rimasta incinta, abortisce a causa dell'intervento di Marie-Laure de Noailles, l'eccentrica mecenate che da giovane amò Cocteau e che era determinata a rovinare la sua nuova relazione.

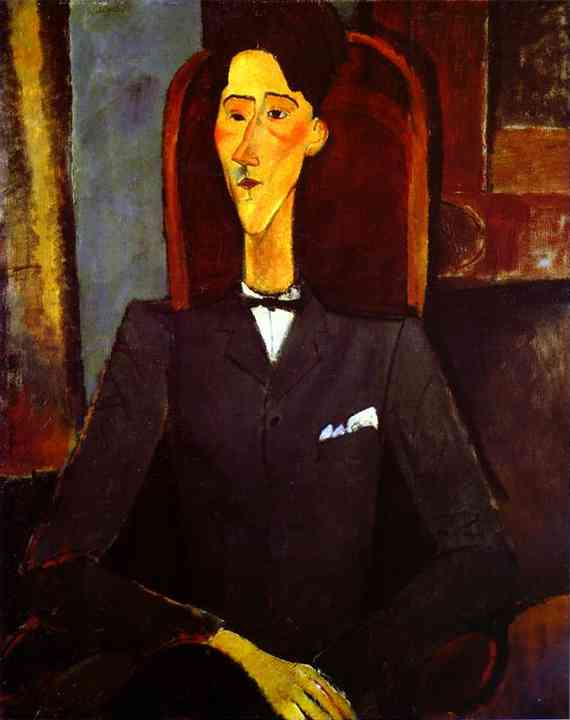
Jean Cocteau ritratto da Amedeo Modigliani nel 1916, conservato al Museo Jean Cocteau

Intanto nel 1930, il monologo La Voix humaine è presentato alla Comédie-Française e Cocteau gira il film Le sang d'un poète. Nel 1931 si trasferisce a rue Vignon, poi scrive La Machine infernale e Le Fantôme de Marseille, prova ancora a disintossicarsi, scrive canzoni per Marianne Oswald e si trasferisce di nuovo al Madeleine-Palace Hôtel. Nel 1935 fa una crociera nel Mediterraneo con Marcel Khill, suo nuovo segretario, e pubblica i Portraits-Souvenir. L'anno successivo lascia Parigi per un giro che tocca Roma, Atene, Il Cairo, Bombay, Singapore, Hong-Kong (dove incontra su un battello Charlie Chaplin), Tokyo, Honolulu, San Francisco, Hollywood e New York. Nel 1936 incontra la famosa ballerina e attrice coreana Choi Seung-hee con la quale intrattiene una corrispondenza. Collabora da marzo a giugno 1937 a Ce soir, giornale di Louis Aragon e conosce l'attore francese Jean Marais con il quale viaggia a Montargis, dove scrive in otto giorni I genitori terribili (Les Parents terribles). A Marais dedicherà il poema L'Incendie (1938) e ne farà il protagonista dei suoi film, a cominciare da La bella e la bestia (1946). Con lui avrà una relazione che durerà fino alla morte.
Nel 1940 Le Bel indifferent, riduzione de La Voix humaine scritta per Édith Piaf, è un enorme successo. Si trasferisce di nuovo a rue Montpensier, vicino a casa di Colette. Morto Khill, si rifugia a Perpignan e tenta ancora di disintossicarsi.

### La seconda guerra mondiale
Durante la guerra stringe amicizia con Arno Breker, scultore tedesco, amico di Hitler, di stanza a Parigi. Da questo rapporto ottiene soltanto critiche da parte della Francia intellettuale. Solamente il vano appello che scrive nel 1943 per la liberazione di Max Jacob, arrestato e ucciso dalla Gestapo, farà dimenticare il suo atteggiamento leggero di quel periodo. Va anche detto che fu in contatto con Louis Aragon e Paul Éluard, attivi nella Resistenza francese.
Nel 1947 acquista una casa a Milly-la-Forêt, segue la realizzazione dell'episodio che lo riguarda de L'amore di Roberto Rossellini con Anna Magnani, girato a Parigi, e realizza a sua volta a Vizille L'aquila a due teste (1948). Scrive la sceneggiatura di Ruy Blas (girato da Pierre Billon). Nello stesso periodo è entusiasmato dalla visione del cortometraggio sperimentale Fireworks del regista underground statunitense Kenneth Anger, che inviterà a lavorare con lui per il decennio successivo.

### Gli ultimi anni
Dalla fine della guerra si dedica particolarmente alla cinematografia. I film di Cocteau, gran parte dei quali scrive e dirige in collaborazione, sono molto importanti perché introducono l'immaginario surrealista nel cinema francese e influenzeranno in un certo grado i futuri cineasti francesi della Nouvelle Vague. Nei suoi viaggi, inoltre, ci tiene a incontrare personaggi come Marlene Dietrich e Greta Garbo; segue anche il pugilato (è amico di Panama Al Brown che nel 1937 aiuta a tornare sul ring).
Nel 1950 il film Orfeo vince il premio della critica al festival di Venezia. Nel 1951 comincia a tenere un diario. Nel 1952 viene organizzata in Germania la prima mostra importante di disegni e dipinti a Monaco. Nel 1953 è presidente di giuria al Festival di Cannes.
Nel 1955 viene eletto membro dell'Académie française e della Académie Royale des Sciences, des Lettres et des Beaux-Arts de Belgique. Nel 1956 scrive Adieu à une étoile (in memoria di Mistinguett). Altra mostra importante è a Nancy nel 1960. Negli ultimi anni disegna vetrate e decora cappelle, realizza costumi, scenografie, ceramiche e mosaici.
Nel corso della sua vita, Jean Cocteau è nominato commendatore della Legion d'onore francese, membro della Accademia Mallarmé, della Accademia Tedesca (Berlino), della Accademia Mark Twain (Stati Uniti), dell'Académie Royale (Belgio), laureato honoris causa a Oxford (nel 1956), presidente onorario del Festival di Cannes, presidente onorario della Associazione Franco-Ungherese e presidente della Accademia Jazz e dell'Accademia del Disco, cittadino onorario di Mentone (dove decora la sala dei matrimoni del comune).
Gli ultimi tredici anni della sua vita Jean Cocteau abitò in affitto la Villa di Santo Sospir, dove vi «tatuò letteralmente le mura (...), combinando un pasticcio ai proprietari, in quanto la Villa di Santo Sospir (...) è oggi classificata Monumento storico con tutto quello che ne consegue per il mercato immobiliare». Sophie Djerlal su Vogue Italia nel 2024 dedica un ampio servizio con immagini alla storia della Villa in rapporto a Cocteau.
Muore d'infarto nel 1963, poche ore dopo aver appreso la notizia della morte di Édith Piaf, per la quale aveva scritto l'elogio funebre. Viene inumato nella chapelle Saint-Blaise-des-Simples in Milly-la-Forêt, dipartimento dell'Essonne, Francia.

## Nuove edizioni
Le versioni restaurate di Le sang d'un poète e Le Testament d'Orphée vengono riproposte nelle sale francesi, opportunamente restaurate, il 21 maggio 2025. Philippe Fauvel su Cahiers du cinéma dedica un approfondito articolo alle due opere che, uscite a distanza di trenta anni una dall'altra, vengono a rappresentare dei saggi sul caos del tempo e dello spazio vissuto dal poeta.

## Museo a Mentone

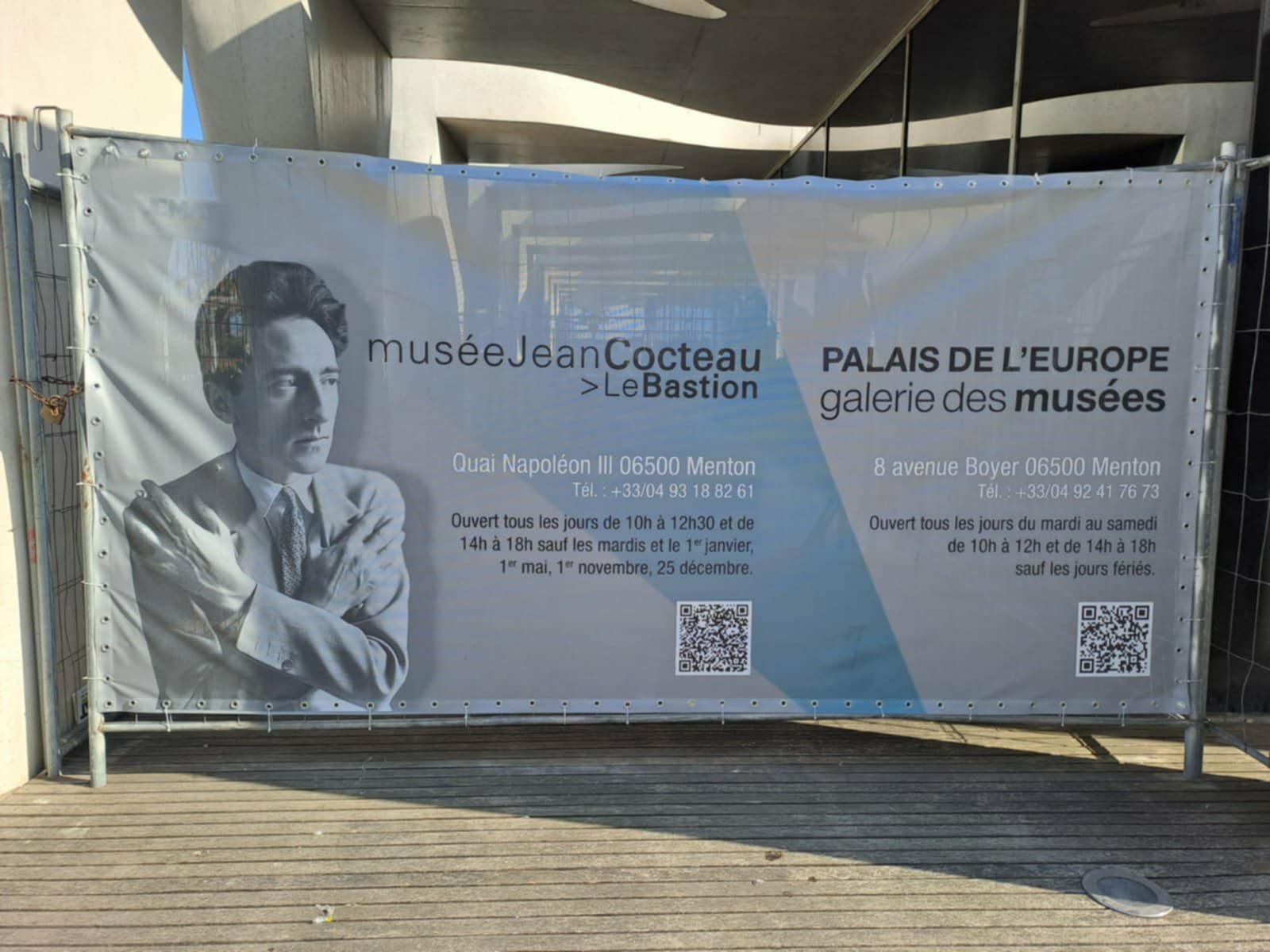
Il Poster all'entrata del museo Jean Cocteau di Mentone, chiuso ancora nell'estate del 2025 dopo che l'alluvione del 2018 lo aveva gravemente deteriorato

Il legame privilegiato di Jean Cocteau con la città di Mentone è storicamente segnalato, nella guida De Agostini Baedeker del 1991, prima dell'apertura del nuovo museo Jean Cocteau, si legge: «All'inizio di quai Napoléon III il fortino seicentesco ospita il Musée Jean Cocteau, con mosaici, disegni pastelli, arazzi, fotografie, ceramiche dell'artista».

## Opere

### Poesia
- La Lampe d'Aladin, 1909
- Le Prince frivole, 1910
- La Danse de Sophocle, 1912
- Ode à Picasso, 1919
- Le Cap de Bonne-Espérance, 1919
- Escales (con 7 acquerelli di André Lhote), 1920
- Poésies 1917-1920, 1920
- Vocabulaire, 1922
- La Rose de François, 1923
- Plain-Chant, 1923
- Le Discours du grand sommeil, 1924
- Poésies 1916-1923, 1924
- Cri écrit, 1925
- L'Ange Heurtebise (con una foto di Man Ray), 1926
- Opéra, 1927
- Poèmes. Morceaux choisis, 1932
- Mythologie (con 10 litografie di Giorgio de Chirico), 1934
- L'Énigme, 1939
- Allégories, 1941
- Léone, 1945
- La Crucifixion, 1946
- Poèmes, 1948
- Anthologie poétique de Jean Cocteau, 1951
- Le Chiffre sept, 1952
- La Nappe du Catalan (in collaborazione con Georges Hugnet), 1952
- Dentelles d'éternité, 1953
- Appogiatures, 1953
- Clair-obscur, 1954
- Poésies 1946-1947, 1954
- Poèmes 1916-1955, 1956
- Paraprosodies (con 7 dialoghi), 1958
- Cérémonial espagnol du Phénix, 1961
- La Partie d'échecs, 1961
- Le Requiem, 1962
- Faire-Part, 1968 (postumo)

### Romanzi
- Le Potomak, 1919 (ed. definitiva 1924)
- Le Grand écart, 1923
- Thomas l'imposteur, 1923 (ed. definitiva 1946)
- Le Livre blanc, 1928, trad. Guanda 1983
- Les Enfants terribles, 1929
- La Fin du Potomak, 1940

### Teatro, copioni per il cinema e libretti
- Le Dieu bleu, 1912, in collaborazione con Frédéric de Madrazo (musica di Reynaldo Hahn)
- Les Mariés de la Tour Eiffel, 1921 (musica di Georges Auric, Arthur Honegger, Darius Milhaud, Francis Poulenc e Germaine Tailleferre)
- Antigone, 1922 (in seguito musicata nell'omonimo melodramma da Arthur Honegger, 1927)
- Roméo et Juliette, 1924
- Orphée, 1926
- Oedipus Rex, 1927 (musica di Igor' Fëdorovič Stravinskij)
- La Voix humaine, 1930 (in seguito musicata nell'omonimo melodramma da Francis Poulenc, 1961)
- La Machine infernale, 1934
- L'École des veuves, 1936
- Œdipe-roi, 1937
- Les Chevaliers de la Table ronde, 1937
- I parenti terribili (Les Parents terribles), 1938
- Les Monstres sacrés (I mostri sacri), 1940
- Le Bel Indifférent (riduzione de La Voix humaine), 1940
- La Machine à écrire, 1941
- Renaud et Armide, 1943
- L'Épouse injustement soupçonnée, 1943
- L'Aigle à deux têtes, 1946
- Théâtre I et II, 1948
- Le Sang d'un poète, 1948 (n. ed. 1953)
- Théâtre de poche, 1949 contiene:
  - Parade
  - Le Bœuf sur le toit
  - Le Pauvre Matelot
  - L'École des veuves
  - Le Bel indifférent
  - Le Fantôme de Marseille
  - Anna la bonne
  - La Dame de Monte-Carlo
  - Le Fils de l'air
  - Chansons et monologues
- Bacchus, 1952
- Nouveau théâtre de poche, 1960
- Le Testament d'Orphée, 1960
- L'Impromptu du Palais-Royal, 1962
- Le Gendarme incompris, 1971 (postumo, in collaborazione con Raymond Radiguet)

### Saggistica
- Le Coq et l'Arlequin, 1918
- Carte blanche, 1920
- Le Secret professionnel, 1922
- Le Mystère laïc, 1926
- Le Rappel à l'ordre, 1926
- Lettre à Jacques Maritain, 1926, (trad. it. Dialogo sulla fede, Passigli, 1988)
- Opium. Journal d'une désintoxication, 1930
- Essai de critique indirecte, 1932
- Portraits-Souvenir, 1900-1914, 1935
- Mon Premier voyage. Tour du monde en 80 jours, 1937
- Le Mythe du Gréco, 1943
- Le Foyer des artistes, 1947
- La Difficulté d'être, 1947
- Lettres aux Américains, 1949
- Reines de la France, 1949
- Maalesh. Journal d'une tournée de théâtre, 1949
- Modigliani, 1950
- Jean Marais, 1951
- Entretiens autour du cinématographe, 1951 (con André Fraigneau)
- Gide vivant, 1952
- Journal d'un inconnu, 1953 (trad. it. Diario di uno sconosciuto, Occam, Perugia, 2022)
- Démarche d'un poète, 1953
- Colette (discours de réception à l'Académie royale de Belgique), 1954 (1º ottobre)
- Discours de réception à l'Académie française 1955 (20 ottobre)
- Discours d'Oxford, 1956 (12 giugno)
- Entretiens sur le musée de Dresde, 1957 (con Louis Aragon)
- La Corrida du premier mai suivi de Hommage à Manolete, Notes sur un premier voyage en Espagne et Improvisation de Rome, 1959
- Poésie critique, 1959 (tomo I) e 1960 (tomo II)
- Le Cordon ombilical. Souvenirs, 1962
- La Comtesse de Noailles, oui et non, 1963
- Portrait-Souvenir, 1963 (postumo, intervista con Roger Stéphane) (testo di una trasmissione TV di aprile 1963)
- Entretiens avec André Fraigneau, 1965 (postumo)
- Jean Cocteau par Jean Cocteau, 1973 (postumo, interviste con William Fielfield)
- Du cinématographe, 1973 (postumo)
- Entretiens sur le cinématographe, 1973 (postumo)

### Disegno e pittura
- Dessins, 1924
- Le Mystère de Jean l'oiseleur, 1925
- Maison de santé, 1926
- 25 dessins d'un dormeur, 1929
- Les Enfants terribles (60 disegni), 1935
- Chevaliers de la Table ronde (disegni ai margini del testo), 1941
- Drôle de ménage, 1948
- La Chapelle Saint-Pierre, Villefranche-sur-Mer, 1957
- La Salle des mariages, comune di Mentone, 1958
- La Chapelle Saint-Pierre (litografie), 1958
- Gondol des morts, 1959
- Saint-Blaise-des-Simples, 1960
- Marianne de Cocteau, 1960, francobollo per le Poste francesi
- Portale, per la facciata della Ravizza Farmaceutici S.p.A., Muggiò (Milano), 1963

### Diari
- La Belle et la Bête. Journal d'un film, 1946 (diario del film)
- Maalesh, 1949 (diario di una tournée teatrale)
- Journal, 1942-1945, 1989
- Le Passé défini. Journal:
  - tomo I: 1951-1952 (a cura di Pierre Chanel, 1983);
  - tomo II: 1953 (a cura di Pierre Chanel, 1985);
  - tomo III: 1954 (a cura di Pierre Chanel, 1989);
  - tomo IV: 1955 (a cura di Pierre Chanel, 2005);
  - tomo V: 1956-1957 (a cura di Pierre Caizergues, Francis Ramirez e Christian Rolot, 2006);
  - tomo VI: 1958-1959 (a cura di Pierre Caizergues, Francis Ramirez e Christian Rolot, 2011)

## Filmografia

### Regista
- Jean Cocteau fait du cinéma, cortometraggio (1925)
- Il sangue di un poeta (Le sang d'un poète) (1930)
- La bella e la bestia (La belle et la bête) (1946)
- L'aquila a due teste (L'aigle à deux têtes) (1948)
- I parenti terribili (Les Parents terribles) (1948)
- Orfeo (Orphée) (1949)
- Coriolan, cortometraggio (1950)
- La villa Santo-Sospir, cortometraggio (1952)
- 8 X 8: A Chess Sonata in 8 Movements, co- regia di Hans Richter (1957)
- Il testamento di Orfeo (Le Testament d'Orphée, ou ne me demandez pas pourquoi!) (1960)

### Sceneggiatore
- Ecco la felicità (La comédie du bonheur), regia di Marcel L'Herbier (1940)
- Le baron fantôme, regia di Serge de Poligny (1943)
- L'immortale leggenda (L'éternel retour), regia di Jean Delannoy (1943)
- Perfidia (Les dames du bois de Boulogne), regia di Robert Bresson (1945)
- Una voce umana, episodio di L'amore, regia di Roberto Rossellini (1947)
- Ruy Blas, regia di Pierre Billon (1948)
- I ragazzi terribili (Les enfants terribles), regia di Jean-Pierre Melville (1950)
- Corona negra, regia di Luis Saslavski (1952)
- Le bel indifférent, regia di Jacques Demy (1957)
- La principessa di Clèves (La Princesse de Clèves), regia di Jean Delannoy (1961)
- Thomas l'imposteur, regia di Georges Franju (1965)